# ناحیه بیلینگز، میشیگان
ناحیه بیلینگز (به انگلیسی: Billings Township) یک منطقهٔ مسکونی در ایالات متحده آمریکا است که در شهرستان گلدوین، میشیگان واقع شده‌است.
 ناحیه بیلینگز ۶۰٫۰ کیلومتر مربع مساحت و ۲٬۷۱۵ نفر جمعیت دارد و ۲۱۰ متر بالاتر از سطح دریا واقع شده‌است.